# Adrianna Płaczek
Adrianna Płaczek (* 10. Dezember 1993 in Leszno) ist eine polnische Handballspielerin.

## Karriere

### Im Verein
Adrianna Płaczek spielte bis 2017 in Polen für Pogoń Szczecin. Mit Szczecin stand sie 2015 im Finale des EHF Challenge Cup. 2016 wurde sie als beste Torhüterin der Saison in Polen ausgezeichnet. 2017 ging sie nach Frankreich zu CJF Fleury Loiret Handball. In der Saison 2018/19 hatte sie 265 Paraden, die meisten der Liga. 2019 wechselte sie zu Nantes Atlantique Handball. 2021 konnte sie mit Nantes die EHF European League gewinnen. Ab der Saison 2023/24 stand sie bei Paris 92 unter Vertrag. Im Sommer 2025 schloss sie sich dem ungarischen Erstligisten Debreceni Vasutas SC an.

### In Auswahlmannschaften
Mit der polnischen Juniorinnen-Nationalmannschaft belegte sie bei der U20-Weltmeisterschaft 2012 den 7. Platz. Zwischen 2016 und 2022 gehörte sie zur Aufstellung der A-Nationalmannschaft bei vier aufeinanderfolgenden Europameisterschaften. Die Platzierungen der Mannschaft in diesen Wettbewerben waren wie folgt: 15. (2016), 14. (2018), 14. (2020) und 13. (2022).
Des Weiteren nahm Adrianna Płaczek an den Weltmeisterschaften 2017, 2021 und 2023 teil.